# Amyema gibberula
Amyema gibberula là một loài thực vật có hoa bán ký sinh trong họ Loranthaceae. Loài này được (Tate) Danser mô tả khoa học đầu tiên năm 1929. Đây là loài bản địa Úc và được tìm thấy ở Tây Úc, Lãnh thổ phía Bắc và Nam Úc. Hoa nở theo các cặp (hai nhóm hoa) và thường có bốn cánh hoa. 